# Кажимуканська сільська адміністрація
Кажимука́нська сільська адміністрація (каз. Қажымұқан ауылдық әкімдігі, рос. Кажымуканская сельская администрация) — адміністративна одиниця у складі Цілиноградського району Акмолинської області Казахстану. Адміністративний центр та єдиний населений пункт — село Кажимукан.
Населення — 960 осіб (2021; 683 у 2009, 287 у 1999, 264 у 1989).
Станом на 1989 рік існувала Кіровська сільська рада (села Будьонне, Дорожнє (райавтодор), Кірово, Коянди, ЛПУ-10 (Зелене), ПЧЛ-2, Талапкер). 1993 року Кіровська сільрада перетворена в Коктальський сільський округ (села Кажимукан, Коктал, Коянди, ЛПУ-10, Райавтодор, Талапкер, селище Роз'їзд 96). 2000 року утворено Талапкерський сільський округ (села Кажимукан, Коянди, Талапкер, селище Роз'їзд 96). 2024 року село Кажимукан утворило окрему Кажимуканську сільську адміністрацію.